# Phaius flavus
Phaius flavus är en orkidéart som först beskrevs av Carl Ludwig von Blume, och fick sitt nu gällande namn av John Lindley. Phaius flavus ingår i släktet Phaius och familjen orkidéer. Inga underarter finns listade i Catalogue of Life.

## Bildgalleri

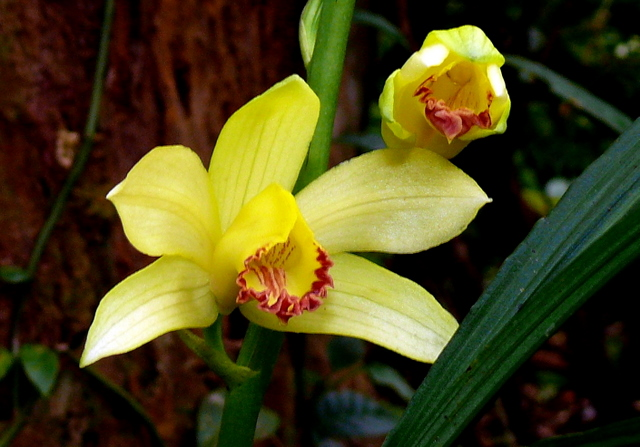
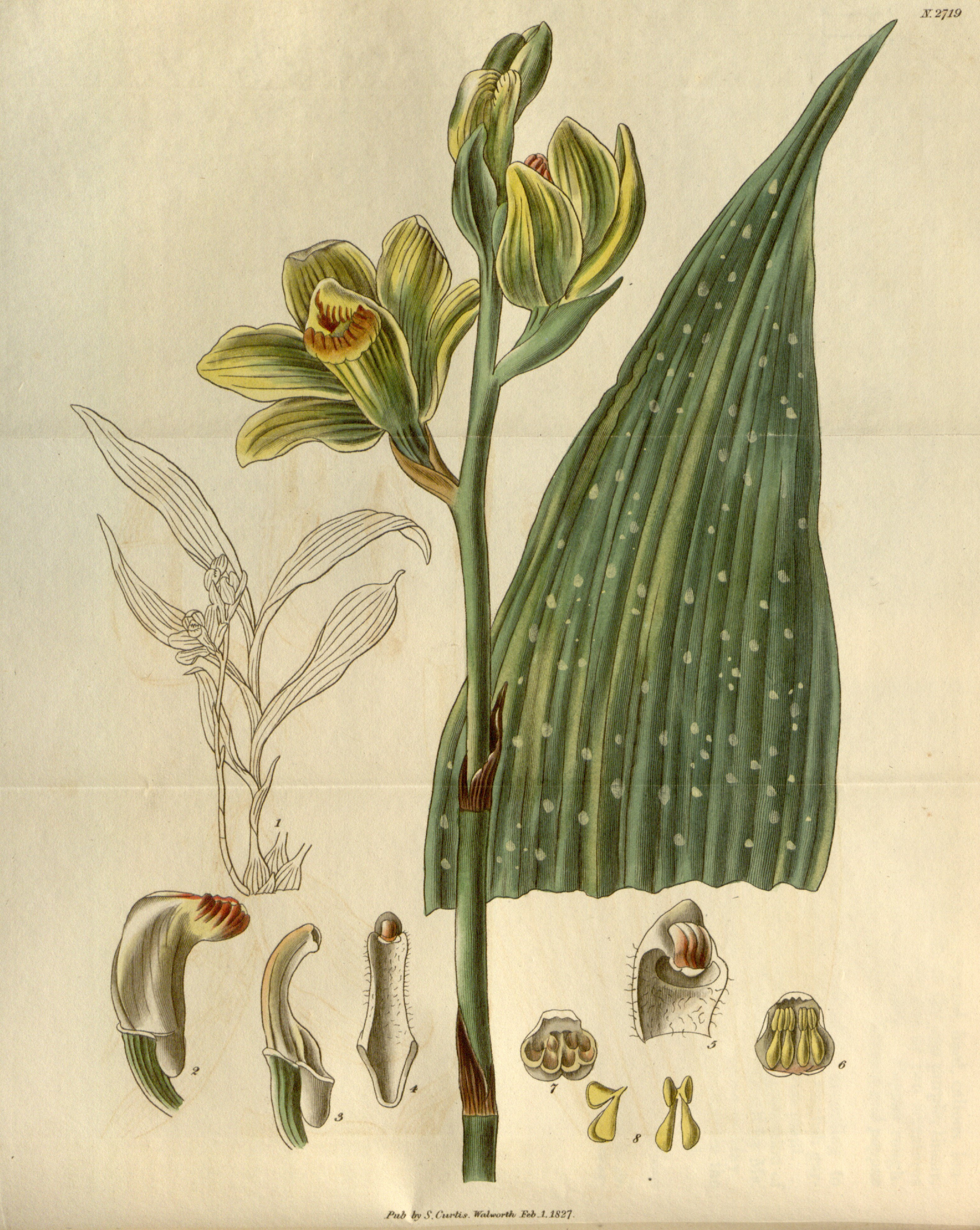
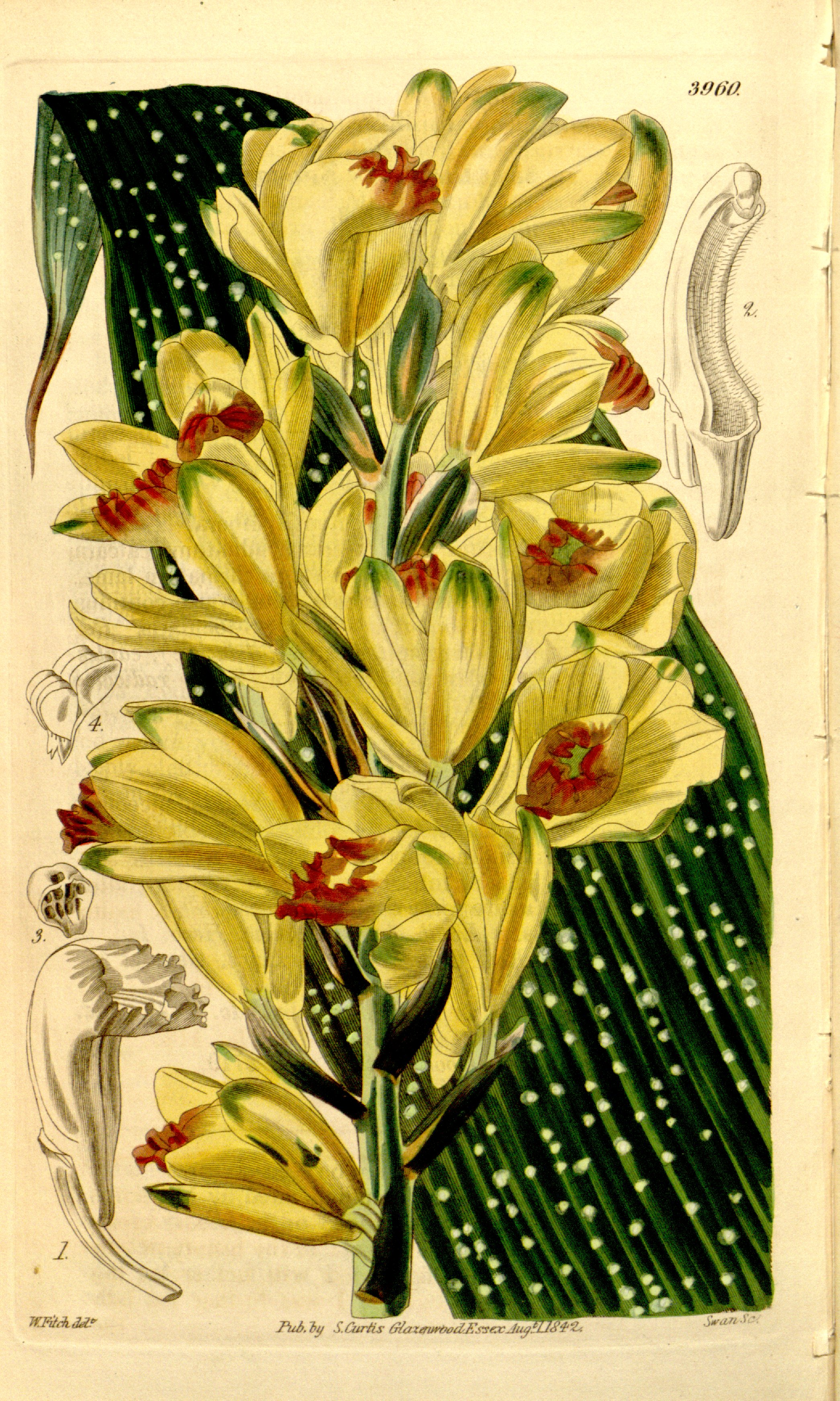
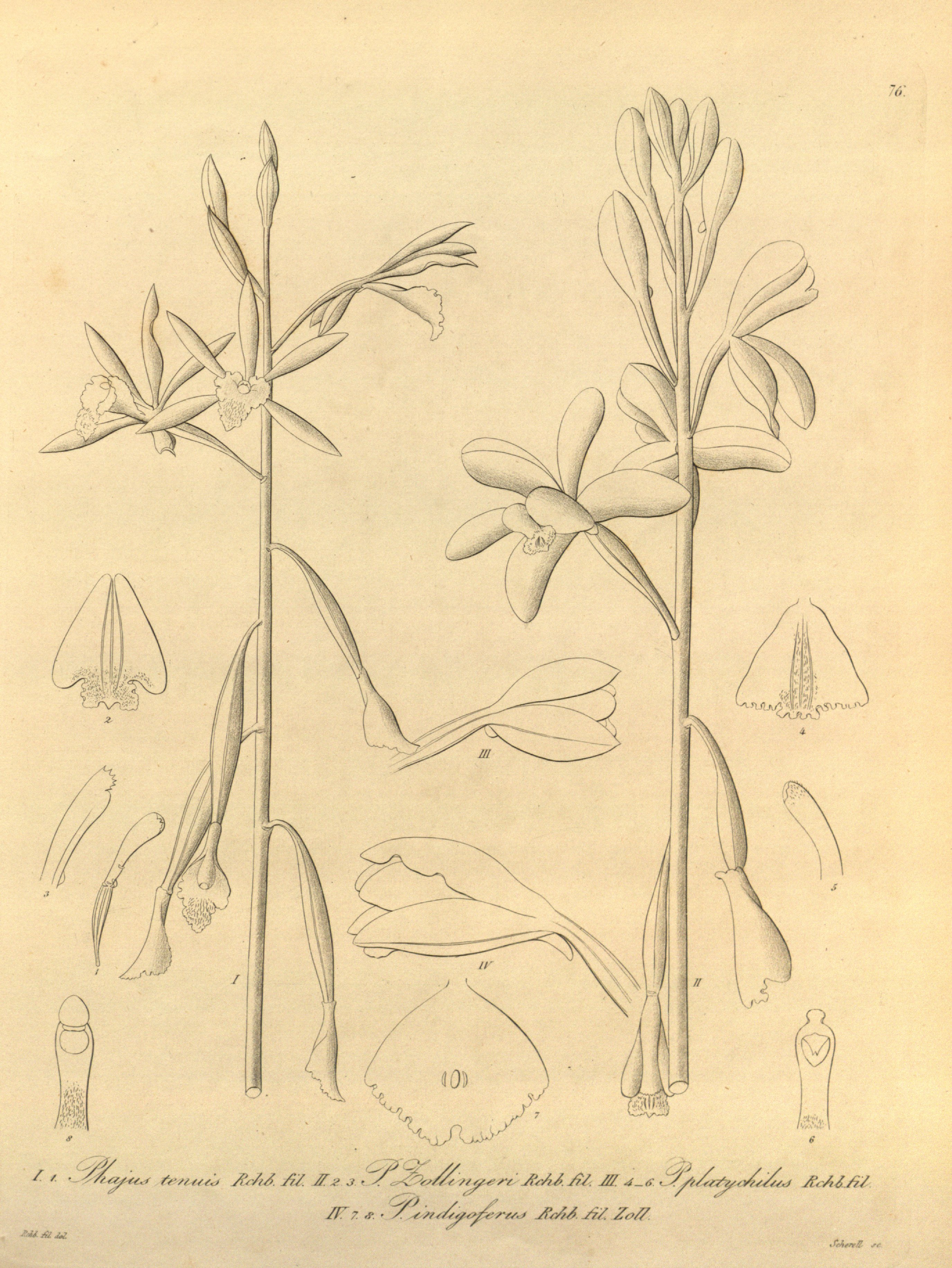